# Mosteiro de Santo Elias (Iraque)
O Monastério de Santo Elias (em siríaco: ܕܝܪܐ ܕܡܪܝ ܐܝܠܝܐ, em árabe: دير مار إيليا), também conhecido como Dair Mar Elia, foi um monastério cristão localizado ao sul de Mossul, em Ninawa, Iraque. Fundado no final do século XI, foi o monastério mais antigo do Iraque. Pertenceu à Igreja do Oriente, uma antiga ramificação do cristianismo oriental. O monastério foi fechado em 1743 após as forças persas massacrarem seus monges. Suas ruínas foram avariadas durante a invasão do Iraque em 2003, e destruídas pelo EIIL em 2014.

## História
O monastério foi fundado em meados do ano de 595 pelo monge assírio Elias, da Igreja do Oriente. Mais tarde, a Igreja Católica Caldeia assumiria o posto. O monastério era o centro da comunidade cristã regional – por séculos, centenas de cristãos visitavam-no para o Feriado de Santo Elias, que cai na última quarta-feira de novembro.
Em 1743, o líder persa Nader Xá danificou o mosteiro e assassinou os 150 monges que lá viviam, após recusarem-se converter ao islã. Dair Mar Elia permaneceu em ruínas até o começo do século XX. Durante a Primeira Guerra Mundial, o monastério foi usado como local de refúgio, o que levou à reconstrução de parte do local. A estrutura, junto com um reservatório e fontes de água mineral, foi mantida pela Igreja Caldeia, e peregrinações às ruínas continuaram a ser feitas. Na década de 1970, o monastério serviu de base militar para a Guarda Republicana Iraquiana.

### Guerra do Iraque e destruição
Durante a invasão do Iraque em 2003, o monastério foi avariado por tanques iraquianos que destruíram algumas salas e encheram uma antiga cisterna com lixo e fezes. Uma parte do muro foi destruída após um T-72 ser alvejado por um míssil americano. Depois do Exército dos Estados Unidos tomar controle da área, o local ficou à beira da Base Operacional Marez. Soldados americanos vandalizaram o monastério ao pichar as paredes e caiar a capela, destruindo murais de mais de seis séculos. Mais tarde, o local ainda viria a ser saqueado.

## Arquitetura
O monastério consistia em um complexo de edifícios semelhante a uma fortaleza, tendo uma área de aproximadamente 2 500 m². Antes de sua destruição, possuía 26 salas circundando um pátio, além de uma capela e um santuário.